# هورسی، نورفک
هورسی (به انگلیسی: Horsey) یک روستا و محله مدنی در بریتانیا است که در North Norfolk واقع شده‌است. هورسی ۸٫۴۹ کیلومتر مربع مساحت و ۹۹ نفر جمعیت دارد.